# 格拉咸·泰萊
格拉咸·泰萊，OBE（1944年9月15日—2017年1月12日）出生於英格蘭東密德蘭諾丁漢郡沃克索普（Worksop），是一名前足球運動員及領隊。泰萊於執教屈福特時打出名堂，在短短五年間將球隊由最低的丁組一直升班至頂級的甲組，其後更獲委擔任英格蘭國家隊的領隊，並差不多廿年後第二度任教屈福特，又於兩年內帶領球隊由第三級的乙組聯賽榜末升班到英超。
泰萊在北林肯郡的鋼鐵工業重鎮斯肯索普成長，到直現在仍然有聯繫並視作自己的家鄉。他是《斯肯索普電訊晚報》（Scunthorpe Evening Telegraph）一名體育記者的兒子，他於兒時在「舊展覽場」（Old Show Ground）觀賞斯肯索普作賽而開始喜愛足球運動，最終更成為一名足球運動員，為甘士比和林肯城擔任邊後衞。
1972年泰萊因傷退役後，轉而擔任教練及領隊工作，於任教林肯城、屈福特和阿士東維拉均取得優秀成績。他成功為執教的三支球隊護級及贏得升班資格，更先後帶領屈福特及阿士東維拉於1983年及1990年同樣屈居利物浦之後取得聯賽亞軍，並領導屈福特在1984年晉級英格蘭足總盃決賽，以0-2負於另一支利物浦市球隊愛華頓。
1990年泰萊成為英格蘭國家隊領隊，於未能取得在美國舉行的1994年世界盃決賽週資格後，在1990年11月宣佈辭職，他於任期內的差劣成績遭到各方嚴厲的批評。1994年3月泰萊返回球會任教，在屈福特重振聲威，於1999年升班英超，重奪12年前於泰萊離隊後失去的頂級聯賽資格。他最後一次執教鞭是在2002年重返阿士東維拉，並於2002/03年球季結束後離隊。泰萊現時擔任BBC Radio 5直播（BBC Radio 5 Live）的足球評論員和屈福特的主席。
泰萊是唯一一名領隊曾兩度領導球隊在兩分制的英格蘭足球聯賽單季取得超越70分，分別是1975/76年球季在林肯城的74分和1975/76年球季在屈福特的71分，這記錄更難能可貴的是只有兩支其他球隊曾取得超越70分，分別是唐卡士打在1946/47年球季取得72分和洛達咸在1950/51年球季取得71分。

## 榮譽

### 球員
甘士比
- 林肯郡高級盃冠軍：1967/68年；

林肯城
- 林肯郡高級盃冠軍：1968/69年、1969/70年；

### 領隊
林肯城
- 林肯郡高級盃冠軍：1974/75年；
- 英格蘭足球丁組聯賽賽（IV）冠軍：1975/76年；

屈福特
- 英格蘭足球丁組聯賽賽（IV）冠軍：1977/78年；
- 英格蘭足球丙組聯賽賽（III）亞軍：1978/79年；
- 英格蘭足球乙組聯賽賽（II）亞軍：1981/82年；
- 英格蘭足球甲組聯賽賽（I）亞軍：1982/83年；
- 英格蘭足總盃亞軍：1984年；
- 英格蘭足球乙組聯賽賽（III）冠軍：1997/98年；
- 英格蘭足球甲組聯賽賽（II）附加賽冠軍：1998/99年；

阿士東維拉
- 英格蘭足球乙組聯賽賽（II）亞軍：1987/88年；
- 英格蘭足球甲組聯賽賽（I）亞軍：1989/90年；

## 外部連結
- 足球数据库：格拉咸·泰萊的球员统计数据
- 足球資料庫：格拉咸·泰萊的領隊統計數據